# Vietelmis kovaci
Vietelmis kovaci là một loài bọ cánh cứng trong họ Elmidae. Loài này được Kodada & Ciampor miêu tả khoa học năm 2000.